# اشترجين (سيد جمال الدين)
اشترجین (بالفارسية: اشترجین) هي قرية تقع في إيران في قسم سید جمال الدین الريفي. يقدر عدد سكانها بـ 28 نسمة بحسب إحصاء 2016.